# 魚仔
《魚仔 （He-R）》是台灣歌手盧廣仲的迷你專輯，收錄他為自己主演的電視劇《植劇場－花甲男孩轉大人》創作的主題曲〈魚仔〉與片尾曲〈明仔載〉，MV由瞿友寧導演，實體版專輯由添翼創越工作室在2017年7月15日發行。關於〈魚仔〉的創作理念，盧廣仲說是為其已故的阿嬤而做的歌，亦曾表示「我們就像是一群魚仔，在宇宙游來游去，有時候很需要一個同伴，一起去尋找生命中有意義的事情」，瞿友寧認為歌曲譜出所有外出遊子的心聲，聽完後會想要擁抱家人和所愛的人。

## 曲目
| 魚仔（He-R） | 魚仔（He-R）     | 魚仔（He-R） | 魚仔（He-R） | 魚仔（He-R） |
| 曲序         | 曲目             |              | 作曲         | 演唱         |
| ------------ | ---------------- | ------------ | ------------ | ------------ |
| 1.           | 魚仔（主題曲）   | 盧廣仲       | 盧廣仲       | 盧廣仲       |
| 2.           | 明仔載（片尾曲） | 盧廣仲       | 盧廣仲       | 盧廣仲       |

## 迴響
〈魚仔〉的MV上線四天後，有超過70萬次觀看，數日後達到近兩百萬。實體版專輯在發行後擊敗佔據KKBOX榜首的〈漂向北方〉，還入圍了第29屆金曲獎的四個獎項，分別是年度歌曲獎、最佳作曲人獎、最佳作詞人獎和最佳單曲製作人獎，最終贏得年度歌曲獎和最佳作曲人獎。
藝人魏如昀在其父親逝世後，於2017年6月15日上傳一段自彈自唱〈魚仔〉的影片悼念父親，獲得盧廣仲的稱讚。剪紙師林昱君在聽了〈魚仔〉、〈明仔載〉後有感而發，創作以此為題的剪紙作品。
第52屆金鐘獎盧廣仲以標題，緬懷已故電視人--敬!你們成就的美好演唱歌曲魚仔